# San Cristobal, Querétaro Arteaga
San Cristobal är en ort i Mexiko.   Den ligger i kommunen El Marqués och delstaten Querétaro Arteaga, i den centrala delen av landet, 170 km nordväst om huvudstaden Mexico City. San Cristobal ligger 1 930 meter över havet och antalet invånare är 751.
Terrängen runt San Cristobal är platt åt nordost, men åt sydväst är den kuperad. Runt San Cristobal är det ganska tätbefolkat, med 149 invånare per kvadratkilometer. Närmaste större samhälle är Santiago de Querétaro, 14,5 km väster om San Cristobal. Omgivningarna runt San Cristobal är en mosaik av jordbruksmark och naturlig växtlighet.